# Jedward
Jedward is een Iers pop-rapduo. Jedward bestaat uit de eeneiige tweeling John Grimes en Edward Grimes. De tweeling werd geboren op 16 oktober 1991 in Dublin. Ze zijn actief vanaf 2009 en zeer bekend vanwege hun rechtopstaande blonde kuiven.

## Biografie
De identieke tweelingbroers John en Edward zijn geboren in Dublin. Hun moeder is leerkracht geschiedenis en ze zijn opgegroeid in Rathangan met hun broer Kevin. John is tien minuten ouder dan Edward. John en Edwards eerste school was Scoil Bhride Nationale School in Rathangan. Daarna zijn ze vier jaar naar de King's Hospital School gegaan. Ze werden voortdurend gepest, omdat ze niet bij de groep hoorden en vanwege hun liefde voor popmuziek. Dat veranderde toen zij naar het Dublin Institute of Education gingen, alwaar de tweeling optrad tijdens schooltalentenshows. Ze werden geïnspireerd door Justin Timberlake, Britney Spears en de Backstreet Boys. John en Edward waren ook leden van de Lucan Harriers Athletic Club en hebben deelgenomen aan een aantal Ierse sportieve toernooien. Daarnaast waren ze kort werkzaam als spelletjestesters voor de Xbox 360 en zijn zij supporters van de voetbalclubs Newcastle United en Celtic.

## X Factor
Jedward was in 2009 voor het eerst voor het grote publiek te zien. De tweeling, die toen 17 jaar was, nam dat jaar deel aan de Britse X Factor. Ze speelden de rol van omstreden kandidaten met hun opvallende kapsels en beperkte zangkwaliteiten. Ze eindigden zesde in de show.

## Verdere carrière
Jedward had na hun opvallende optreden in X-factor een hitsingle Under Pressure, waarop naast Jedward ook de rapper Vanilla Ice te horen was. Het nummer combineerde stukken uit Under Pressure van Queen en David Bowie met teksten uit Ice Ice Baby, de rapsong die Vanilla Ice in 1990 maakte met de baslijn van dat nummer als basis. Het nummer bereikte de eerste plaats op de hitparade in Ierland en de tweede plaats in het Verenigd Koninkrijk.

## Planet Jedward en Victory
In 2010 kwam het album Planet Jedward uit en in 2011 hun tweede album Victory. Het album Planet Jedward bestaat uit covers, op Victory staan nieuwe songs, maar niet door hen geschreven. Op het album Victory is het nummer "Lipstick" te vinden, de inzending van Ierland voor het Eurovisie Songfestival van 2011.

## Eurovisiesongfestival
Jedward won op 11 februari 2011 tijdens het rechtstreeks bij het door de Ierse publieke omroep RTE uitgezonden programma The Late Late Show de nationale Ierse finale van 2011 voor de selectie voor het Eurovisiesongfestival 2011. Ze wonnen met 98 punten en 2 punten voorsprong op de nummer twee met het nummer Lipstick en waren voor Ierland in mei 2011 aanwezig in Düsseldorf.
Op 12 mei 2011 vertegenwoordigden zij Ierland in de halve finale waarna zij doorgingen naar de finale op 14 mei 2011, waarin zij achtste werden met 119 punten.
Jedward vertegenwoordigde Ierland op het Eurovisiesongfestival 2012 opnieuw. Dit keer met het nummer Waterline. Het was voor het eerst in de Songfestival-geschiedenis van Ierland dat het land tweemaal achter elkaar dezelfde artiest stuurde. Jedward bereikte opnieuw de finale en eindigde als negentiende met 46 punten.

## Discografie

### Albums
| Album met eventuele hitnotering(en) in de Nederlandse Album Top 100 | Datum van verschijnen | Datum van binnenkomst | Hoogste positie | Aantal weken | Opmerkingen |
| ------------------------------------------------------------------- | --------------------- | --------------------- | --------------- | ------------ | ----------- |
| Planet Jedward                                                      | 16-07-2010            | -                     |                 |              |             |
| Victory                                                             | 05-08-2011            | -                     |                 |              |             |
| Young love                                                          | 22-06-2012            | -                     |                 |              |             |

### Singles
| Single met eventuele hitnotering(en) in de Nederlandse Top 40 | Datum van verschijnen | Datum van binnenkomst | Hoogste positie | Aantal weken | Opmerkingen                 |
| ------------------------------------------------------------- | --------------------- | --------------------- | --------------- | ------------ | --------------------------- |
| Under pressure (Ice ice baby)                                 | 31-01-2010            | -                     |                 |              | met Vanilla Ice             |
| All the small things                                          | 16-07-2010            | -                     |                 |              |                             |
| Lipstick                                                      | 12-02-2011            | -                     |                 |              | Nr. 84 in de Single Top 100 |
| Bad behaviour                                                 | 01-07-2011            | -                     |                 |              |                             |
| Wow oh wow                                                    | 18-11-2011            | -                     |                 |              |                             |
| Waterline                                                     | 24-02-2012            | -                     |                 |              |                             |
| Put the green cape on                                         | 04-05-2012            | -                     |                 |              |                             |

| Single met hitnotering(en) in de Vlaamse Ultratop 50 | Datum van verschijnen | Datum van binnenkomst | Hoogste positie | Aantal weken | Opmerkingen |
| ---------------------------------------------------- | --------------------- | --------------------- | --------------- | ------------ | ----------- |
| Lipstick                                             | 2011                  | 21-05-2011            | tip14           | -            |             |
| Waterline                                            | 2012                  | 26-05-2012            | tip27           | -            |             |
| Young love                                           | 2012                  | 28-07-2012            | tip99*          |              |             |